# Monthly Notices of the Royal Astronomical Society
Monthly Notices of the Royal Astronomical Society é uma revista científica sobre astronomia e astrofísica, criada em 1827. Apesar do nome, não é mensal, sendo publicada a cada 10 dias; e não é a revista da Royal Astronomical Society que publica as notícias oficiais relacionados com a última, tarefa que é feita pela revista Astronomy and Geophysics.